# Мосоловское сельское поселение (Рязанская область)
Мосоло́вское се́льское поселе́ние — муниципальное образование в Шиловском районе Рязанской области Российской Федерации.
Административный центр — село Мосолово.

## Географическое положение
Мосоловское сельское поселение расположено на западе Шиловского района Рязанской области. На востоке Мосоловское сельское поселение граничит с Задубровским сельским поселением, на юго-западе — с Лесновским городским поселением.
Площадь Мосоловского сельского поселения — 87,40 км².

## Климат и природные ресурсы
Климат Мосоловского сельского поселения умеренно континентальный с умеренно холодной зимой и тёплым летом. Осадки в течение года распределяются неравномерно.
Водные ресурсы представлены наличием двух крупных рек — Оки и Непложи.
Сельское поселение расположено в зоне смешанных хвойно-широколиственных и широколиственных лесов. Почвы на территории поселения дерново-подзолистые, суглинистые.
Полезные ископаемые представлены породами осадочного происхождения — глинами и песками.

## История
Образовано в результате муниципальной реформы 2006 г. на территории Мосоловского сельского округа (центр Мосолово) — с возложением административного управления на село Мосолово.
Образование и административное устройство сельского поселения определяются законом Рязанской области от 07.10.2004 № 102-ОЗ.
Границы сельского поселения определяются законом Рязанской области от 28.12.2007 № 240-ОЗ.

## Население
| 2010  | 2012  | 2013  | 2014  | 2015  | 2016  | 2017  | 2018  | 2019  |
| ----- | ----- | ----- | ----- | ----- | ----- | ----- | ----- | ----- |
| 2248  | ↗2255 | ↘2244 | ↗2295 | ↗2296 | ↘2294 | ↘2281 | ↘2203 | ↘2189 |
| 2020  | 2021  |       |       |       |       |       |       |       |
| ↘2157 | ↘1706 |       |       |       |       |       |       |       |

## Состав сельского поселения
| №  | Населённый пункт  | Тип населённого пункта       | Население |
| -- | ----------------- | ---------------------------- | --------- |
| 1  | Воружка           | деревня                      | 34        |
| 2  | Дебры             | деревня                      | 3         |
| 3  | Заполье           | деревня                      | ↘181      |
| 4  | Ивановка          | деревня                      | 17        |
| 5  | Красногвардейский | посёлок                      | 61        |
| 6  | Марьины Хутора    | деревня                      | 12        |
| 7  | Мосолово          | село, административный центр | ↘1399     |
| 8  | Муратово          | село                         | ↘217      |
| 9  | Николаевка        | деревня                      | 24        |
| 10 | Ряссы             | село                         | ↘49       |
| 11 | Слобода           | деревня                      | 15        |
| 12 | Тайдаково         | деревня                      | 23        |
| 13 | Фролово           | деревня                      | ↘74       |
| 14 | Шелухово          | деревня                      | ↘135      |
| 15 | Ясаковский        | посёлок                      | 4         |

## Местное самоуправление
Главы сельского поселения
- Кузяев Александр Иванович[16]
- до 2023 года — Василий Иванович Крючков
- с 2023 года — Андрей Юрьевич Тимохин

Главы администрации
- до 2023 года — Андрей Юрьевич Тимохин
- с 2023 года — Павел Дмитриевич Артёмов

## Экономика
По данным на 2015/2016 г. на территории Мосоловского сельского поселения Шиловского района Рязанской области расположены:
1. Мосоловский телерадиопередающий центр — ООО «Мосолово», филиал ФГУП РТРС Рязанского ОРТПЦ.

1. ООО «Лесоперерабатывающий центр-Мосолово» (деревообработка);
2. ООО «Линдо-Дрохов» (деревообработка);
3. ООО «Первый Хлебозавод» (хлебобулочные изделия);
4. ООО «Терехов-хлеб» (хлебобулочные изделия);
5. ООО «Мосолово», агропромышленное предприятие;
6. ООО «Электрон», агропромышленное предприятие;
7. СХК «Мир», агропромышленное предприятие.

Реализацию товаров и услуг осуществляют 14 магазинов и 2 предприятия общественного питания.

## Социальная инфраструктура
На территории Мосоловского сельского поселения действуют: отделение Сбербанка РФ, 2 отделения почтовой связи, врачебная амбулатория, 1 фельдшерско-акушерский пункт (ФАП), Мосоловская средняя общеобразовательная школа, Мосоловская коррекционная общеобразовательная школа-интернат, детский сад, 2 Дома культуры и 3 библиотеки.

## Транспорт
Основные грузо- и пассажироперевозки осуществляются автомобильным и железнодорожным транспортом. Через территорию Мосоловского сельского поселения проходят автомобильная дорога федерального значения М-5 «Урал»: Москва — Рязань — Пенза — Самара — Уфа — Челябинск; а также автомобильная дорога межмуниципального значения 61Н-732: Лесной — Мосолово — Ряссы; и железнодорожная линия «Рязань — Пичкиряево» Московской железной дороги. В южной части села Мосолово находится железнодорожная станция «Шелухово».